# Термінал ЗПГ Сагунто
Термінал ЗПГ Сагунто — інфраструктурний об'єкт для прийому та регазифікації ЗПГ в Іспанії. Розташований в провінції Валенсія, у центрі східного узбережжя.
Об'єкт ввели в дію у 2006 році. Вже до 2011 року провели модернізацію, яка зокрема включала встановлення четвертого резервуару (загальний обсяг сховища досяг 600000 м3) та збільшення потужності в півтора раза до 7,6 млн.т ЗПГ (10,5 млрд м3 газу на рік).
Термінал може приймати газові танкери вантажомісткістю від 47000 м3 до 140000 м3.
Видача продукції відбувається через перемчику до газопроводу Валенсія – Тівісса. Також в районі терміналу розташована ТЕС Сагунто.
На відміну від більшості іспанських терміналів ЗПГ, що належать державній компанії Enagas, об'єкт в Сагунто споруджений Saggas, за якої стояв консорціум з переважно місцевих Iberdrola (30 %), Unión Fenosa (42,5 %), Endesa (20 %), а також Oman Oil Company (7,5 %). В 2010 році 20 % частку придбала японська Osaka Gas.